# Tolpagorni

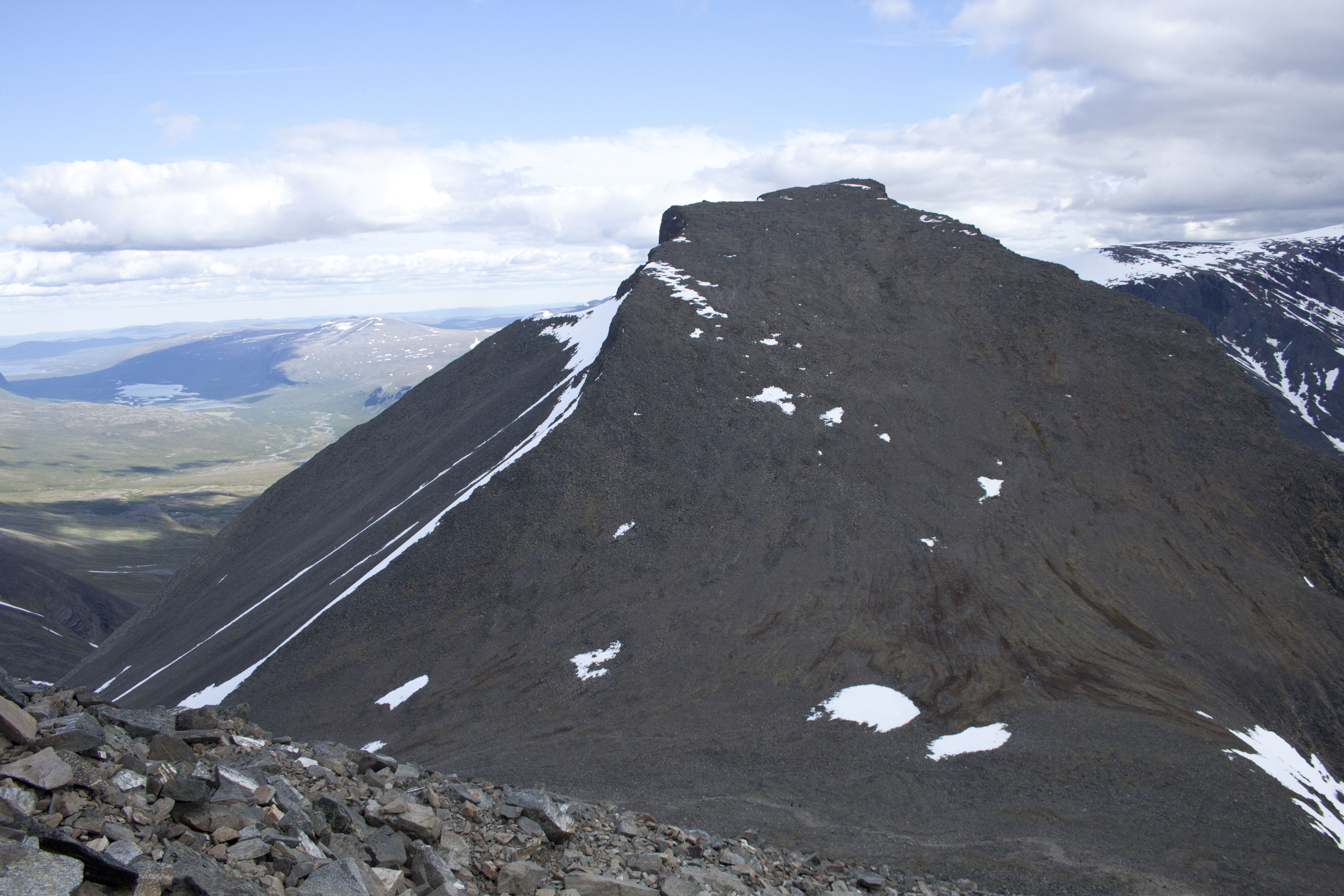
Tolpagorni i juli 2012, sedd från nordväst (från Västra leden på Vierranvárri).

Tolpagorni, eller Tuolpagorni, nordsamiska Duolbagorni, är ett högfjäll i Kebnekaisemassivet i Kiruna kommun, med en karakteristisk krater på toppen. 

## Geografi
Tolpagorni är en mycket iögonfallande topp när man kommer in i dalgången Ladtjovagge. Belägen mellan Singitjåkka och Kebnetjåkka bildar Tolpagorni en tydlig silhuett mot himlen med Vierramvare i bakgrunden.
Tolpagorni är 1672 meter högt  och högst upp finns en fördjupning i berget, strax under toppen. Fördjupning är rund som kittel och liknar en vulkankrater; berget har dock inget vulkaniskt ursprung utan dalen har troligtvis bildats av en nischglaciär. Under våren samlas smältvatten i en sjö på bottnen [källa behövs] som rinner över kanten på kitteln till dalen nedanför.
Öster om berget rinner Kittelbäcken ner för att förenas med Láddjujohka.

## Namnhistorik
Tolpagorni hette initialt på lulesamiska "Giebnnegájsse", vilket betyder "kitteltopp". På en karta från 1832 var Tolpagorni utmärkt. En ihopblandning gjordes då man trodde att det var det högsta och inte det mest iögonfallande berget som var utmärkt. Sveriges högsta berg fick då namnet Kebnekaise, varvid ett nytt namn skapades för Tolpagorni. 